# Campo de Prisioneros Chacabuco

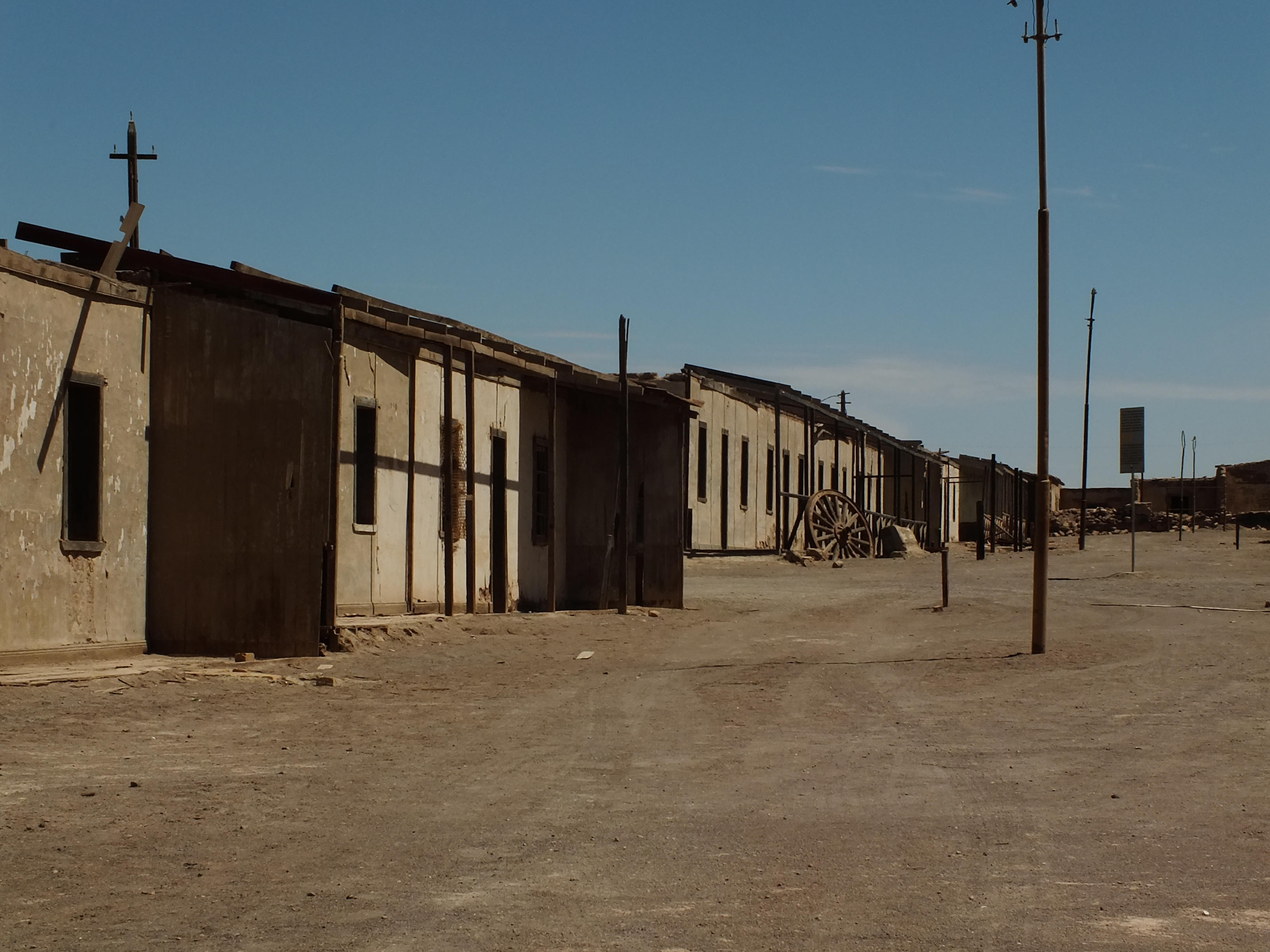
Oficina salitrera Chacabuco en 2012, lugar donde se ubicó el campo de prisioneros del mismo nombre.

El Campo de Prisioneros Chacabuco fue un campo de concentración chileno, creado en noviembre de 1973 para la detención y tortura de prisioneros políticos, al inicio de la dictadura militar, poco después del golpe de Estado liderado por Augusto Pinochet. El campo se situaba en las instalaciones de la abandonada oficina salitrera Chacabuco, a unos 100 kilómetros de Antofagasta. Alcanzó a tener 1284 prisioneros, y estuvo en funcionamiento hasta abril de 1975.

## Descripción

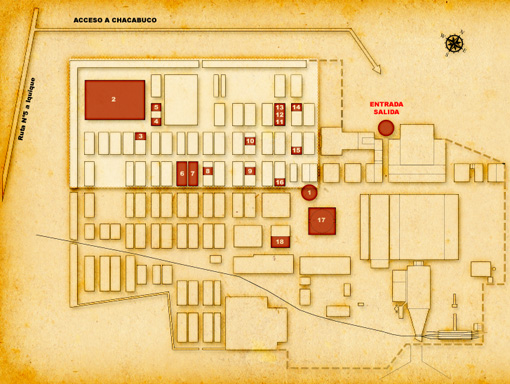
Plano del Campo de Prisioneros Chacabuco

El campo se ubicaba a unos 100 km al noreste de la ciudad de Antofagasta, en las instalaciones abandonadas de la antigua oficina salitrera Chacabuco, en la actual comuna de Sierra Gorda, y ocupaba una superficie de aproximadamente 36 hectáreas. Paradojalmente, la Oficina salitrera Chacabuco había sido declarada Monumento Nacional el 26 de julio de 1971, durante el gobierno de Allende.
Este campo de concentración estuvo en funcionamiento entre noviembre de 1973 y abril de 1975, bajo en control de la 1.ª División de Ejército con sede en Antofagasta, pero en él también cumplía labores de vigilancia personal de la Fuerza Aérea y de Carabineros
Era un campo destinado únicamente a prisioneros hombres, los cuales procedían de distintas unidades militares del norte de Chile, así como de Santiago, Valparaíso, Copiapó, Concepción, quienes fueron transportados en trenes de carga, barcos y camiones militares.
El sector habilitado para recibir de prisioneros se encontraba rodeado con alambradas de púas, en torno a las cuales se habían instalado torres de vigilancia armadas y minas antipersonales, 98 de las cuales permanecen enterradas en el lugar hasta el día de hoy. Además, se utilizaba un tanque en labores de vigilancia, el cual daba vueltas en torno al campo. Algunos testimonios de prisioneros declaran que el campo era sobrevolado por aviones de la Fuerza Aérea en vuelos rasantes.

## Historia
A principios de noviembre de 1973 se empezó el reparto de detenidos a diferentes centros de detención y tortura, principalmente a Chacabuco, una salitrera abandonada al norte del país.
Varios de los de detenidos del Estadio Nacional que fueron trasladados al norte del país, más específicamente a Chacabuco, una Oficina Salitrera que en la antigüedad funcionaba como un pueblo pequeño minero, donde se estableció la compañía minera de nitrato, Sociedad Química y Minera de Chile (Soquimich), que fue abandonado a partir de 1938 y empezó a ser utilizado para prácticas militares. Se empezó a utilizar como centro de detención a principios de 1973, donde varios de los detenidos del Estadio Nacional fueron trasladados en avión y autobuses, camiones de carga y barcos militares desde distintas partes de Chile, con algunas pertenencias mínimas que sus familias les habían proporcionado antes. Así se convirtió en uno de los más grandes centros de detención chilenos, con alrededor de 1.000 detenidos.
Este centro de detención era solo de hombres. El sector de prisioneros fue delimitado con alambradas de púas, minas antipersonales y torres de vigilancia con personal armado de ametralladoras. Los presos políticos concentrados en este campo venían de diferentes recintos militares especialmente de la Primera y Segunda Región, así como de Santiago y Valparaíso. 
Entre el periodo del traslado y mediados de 1974 se consolida la segunda etapa con la creación de la DINA. Este momento se caracteriza por aplicar la represión y tortura a aquella población con claras actitudes opositoras, que ya tenían identificada y fichada en los distintos centros de detención.
La organización en Chacabuco generalmente era la siguiente. Los prisioneros vivían en corredores de adobe formados por casas pequeñas que tenían el aspecto de pabellones. El comedor era una zona de uso común y no había electricidad hasta julio de 1974.
En este centro de detención los presos eran sometidos a intensas jornadas de ejercicio tipo militar, trabajos sin sentido, además los militares inventaban motivos para interrogarlos, torturarlos y amenazarlos a ellos y a sus familias, ya que este era el único centro de detención que contaba con visitas. Los prisioneros recibían golpizas que los dejaba en cama y casi todos los días los hacían asistir a simulacros de fusilamiento.
Los testimonios hablan de los golpes en distintas partes sensibles del cuerpo, como ojos, boca, nariz, testículos, pecho, cuello, rodillas y otras. Ser arrastrado del cabello o amarrado del cuello, era otra práctica, así como extraer dientes o uñas, cortes en partes sensibles, fracturas deliberadas, heridas de bala, atropellamiento, etc.
A pesar de esta serie de maltratos que vivieron todos y cada uno de los detenidos de Chacabuco, se pudo crear un Consejo de Ancianos que los representaba ante los militares y gracias a eso se pudo crear una posta médica, una “universidad popular” y un departamento de cultura, la vida fue más fácil a raíz de esta creación ya que podían demandar algunas cosas hacia los militares, es por lo que pudieron tener un espectáculo dominical, torneos de futbol y charlas científicas.
Durante este periodo según los testimonios y registros oficiales hubo mucho más muertes y personas torturadas, sin embargo, hubo una resistencia política hacia la represión como manera de supervivencia. El centro de detención y tortura Chabuco fue desalojado en noviembre de 1975, varios de los prisioneros fueron liberados, muchos otros murieron en el periodo que estuvieron en el centro de detención.

## Prisioneros
De acuerdo a los registros de la administración interna dirigida por los prisioneros, la Corporación Memoria Chacabuco considera un total 1.284 prisioneros políticos. El campo fue abierto el 10 de noviembre de 1973 con un primer contingente de 450 prisioneros provenientes del Estadio Nacional, vía marítima y aérea. Luego se fueron sumando prisioneros de otras partes del país.

Los presos vivían en corredores de adobe que contenían diez casas pequeñas, dormían en literas de dos y tres pisos. En cada casa convivían seis presos. Había un comedor de uso común y no contaba con luz eléctrica hasta julio de 1974.
Comité para la Paz.1974

Algunos de los prisioneros en Chacabuco fueron Luis Alberto Corvalán, Alberto Gato Gamboa, Julio Palestro Velásquez y Ángel Parra.[cita requerida]